# ТЕС Матімба
ТЕС Матімба — теплова електростанція на північному сході Південно-Африканської Республіки в провінції Лімпопо за 230 км на північ від Преторії. Одна з небагатьох станцій країни, призначених для роботи в базовому режимі, яка розташована за межами провінції Мпумаланга.
Будівельні роботи на майданчику станції розпочались в 1981-му, а введення блоків в експлуатацію припало на період між 1987 та 1991 роками. ТЕС належить до конденсаційних станцій та складається з обладнаних паровими турбінами шести блоків потужністю по 665 МВт.
Видалення продуктів згоряння відбувається за допомогою двох димарів висотою по 250 метрів.
З метою економії водних ресурсів ТЕС Матімба обладнана системою сухого охолодження, при цьому на момент спорудження вона була найпотужнішим об'єктом такого типу у світі (хоча вже за пару років поступилась іншій південноафриканській ТЕС Кендал).
Станція використовує в роботі вугілля розташованої поруч копальні Grootegeluk Colliery, яка створювалась для забезпечення високоякісною продукцією металургійної промисловості. Спорудження ТЕС дозволило знайти застосування для видобутого в копальні вугілля низької якості та підвищити економічну ефективність обох проєктів. При цьому на станції створено склад для накопичення резерву палива в об'ємі до 1,2 млн т.
Видача продукції відбувається по ЛЕП, що працює під напругою 400 кВ.
Паливна ефективність станції становить 35,6 %.